# Blastozoa
Los blastozoos (Blastozoa) son un subfilo extinto de equinodermos que consiguieron una gran diversificación en el Paleozoico, especialmente en el Ordovícico. Sus restos son muy importantes para establecer la evolución temprana de los equinodermos.

## Taxonomía
El subfilo Blastozoa no es reconocido por todos los autores; según Kazlev, los blastozoos incluyen las clases siguientes:
Subfilo Blastozoa
- Clase Eocrinoidea (Cámbrico - Silúrico)
- Clase Parablastoidea (Ordovícico)
- Clase Rhombifera = Cystoidea, parte (Ordovícico - Devónico)
- Clase Diploporita = Cystoidea, parte (Ordovícico - Devónico)
- Clase Blastoidea (Silúrico - Pérmico)

Según The Paleobiology Database, el subfilo Blastozoa incluye solo la clase Eocrinoidea.